# Ионно-звуковые солитоны
Ио́нно-звуковы́е солито́ны — вид солитонов в плазме, представляющих собой устойчивые уединённые сжатия ионной плотности, распространяющиеся в пространстве без изменений формы.

## Общие принципы
В однородной плазме возможно существование ионно-звуковых волн, которые при достаточно высокой амплитуде становятся нелинейными. Нелинейность этих волн в первую очередь связана с конвективным членом в уравнениях гидродинамики плазмы. Наличие нелинейности приводит к укручению фронта пучка ионно-звуковых волн, которое в некоторый момент компенсируется дисперсией, стремящейся наоборот расширить волновой пакет. В солитонах дисперсионное расплывание в каждой точке уравновешено нелинейными эффектами.
Экспериментально ионно-звуковые солитоны обнаружены впервые в 1970 году.

## Одномерное приближение
В наиболее простом случае сильно неизотермической плазмы, в которой температура электронов значительно превышает температуру ионов, одномерные нелинейные ионно-звуковые волны могут быть описаны уравнением Кортевега — де Фриза, имеющим следующий безразмерный вид:
{\displaystyle {\frac {\partial n}{\partial t}}+6n{\frac {\partial n}{\partial x}}+{\frac {\partial ^{3}n}{\partial x^{3}}}=0,}
где переменная {\displaystyle n} отвечает возмущению концентрации ионов в плазме. Уравнение Кортевега — де Фриза имеет семейство решений в виде уединённых волн вида:
{\displaystyle n={\frac {2a^{2}}{\cosh ^{2}\left(a(x-4a^{2}t)\right)}},}
где {\displaystyle a} — безразмерная амплитуда солитона, являющаяся свободным параметром. Скорость такого солитона равна {\displaystyle v=4a^{2}}.

## Двумерное приближение
В двумерной геометрии обобщением уравнения Кортевега — де Фриза является уравнение Кадомцева — Петвиашвили, имеющее вид:
{\displaystyle {\frac {\partial }{\partial x}}\left({\frac {\partial n}{\partial t}}+6n{\frac {\partial n}{\partial x}}+{\frac {\partial ^{3}n}{\partial x^{3}}}\right)=\pm {\frac {\partial ^{2}n}{\partial y^{2}}}.}
Ионно-звуковым волнам соответствует знак минус в правой части уравнения. Это уравнение имеет устойчивые уединённые решения вида:
{\displaystyle n={\frac {2a^{2}}{\cosh ^{2}\left(a(x+ky)-(4a^{2}+k^{2})t\right)}},}
где параметр {\displaystyle k} определяет ориентацию ионно-звуковых солитонов по отношению к направлению магнитного поля.